# Virbia brevilinea
Virbia brevilinea är en fjärilsart som beskrevs av Walker 1854. Virbia brevilinea ingår i släktet Virbia och familjen björnspinnare. Inga underarter finns listade i Catalogue of Life.